# Моделювання біологічних систем
Моделювання біологічних систем є важливим завданням системної та математичної біології . Обчислювальні системи біології націлені на розвиток та використання ефективних алгоритмів, структурних даних, візуалізації та засобів комунікації з метою комп'ютерного моделювання біологічних систем. Це передбачає використання комп'ютерного симулювання біологічних систем, включаючи як клітинні підсистеми (наприклад, мережі метаболітів і ферментів, які містять обмін речовин, сигнальні шляхи і генні регуляторні мережі), так і аналіз та візуалізацію складних з'єднань цих клітинних процесів .
Штучне життя або віртуальна еволюція намагається зрозуміти еволюційні процеси за допомогою комп'ютерного моделювання простих форм життя.

## Огляд
Зрозуміло, що несподіване виникнення властивості складної системи є результатом причинно — наслідкової взаємодії простих та комплексних частин. Біологічні системи проявляють численні важливі приклади становлення властивостей в складній взаємодії компонентів. Традиційне вивчення біологічних систем передбачає відновлювальні методи, в яких дані зібрані в категорії, такі як концентрація з плином часу відповідно до певного стимулу. Комп'ютери мають вирішальне значення для аналізу і моделювання цих даних. Мета полягає в тому, щоб створити актуальні в реальному часі моделі систем відповідно до навколишнього середовища та внутрішніх подразників, таких як модель ракової клітини, щоб знайти слабкі місця в його сигнальних шляхах, або моделювання мутацій іонних каналів, щоб побачити ефекти на кардіоміоцити і в свою чергу, залежність від биття серця .
Монографія цієї теми стисло поєднує обширну кількість опублікованих досліджень у цій області до 1987 року, включаючи підрозділи в наступних галузях: комп'ютерне моделювання в біології та медицині, моделі артеріальної системи, нейронні моделі, біохімічні мережі та мережі коливань, квантові автомати, квантові комп'ютери в галузі молекулярної біології та генетики, моделювання раку, нейронних мереж, генетичних мереж, абстрактна реляційна біологія, система обміну речовин і реплікації, застосування теорії категорій в біології та медицині, теорія автоматів, клітинні автомати, моделі трансляції і повне самовідтворення, хаотичні системи в організмах, реляційна біологія та організменні теорії. Цей опублікований звіт також включає 390 посилань на рецензовані статті багатьох авторів .
Стандарти
До цих пір найбільш загально прийнятим форматом для зберігання та обміну моделями в даній галузі є Системна Біологічна Мова Розмітки (SBML) Вебсайт SBML.org містить путівник до багатьох важливих програмних пакетів, що використовуються в обчислювальних системах біології. Інші мови розмітки з різними акцентами включають BioPAX і CellML.

## Спеціалізовані завдання

### Клітинна модель

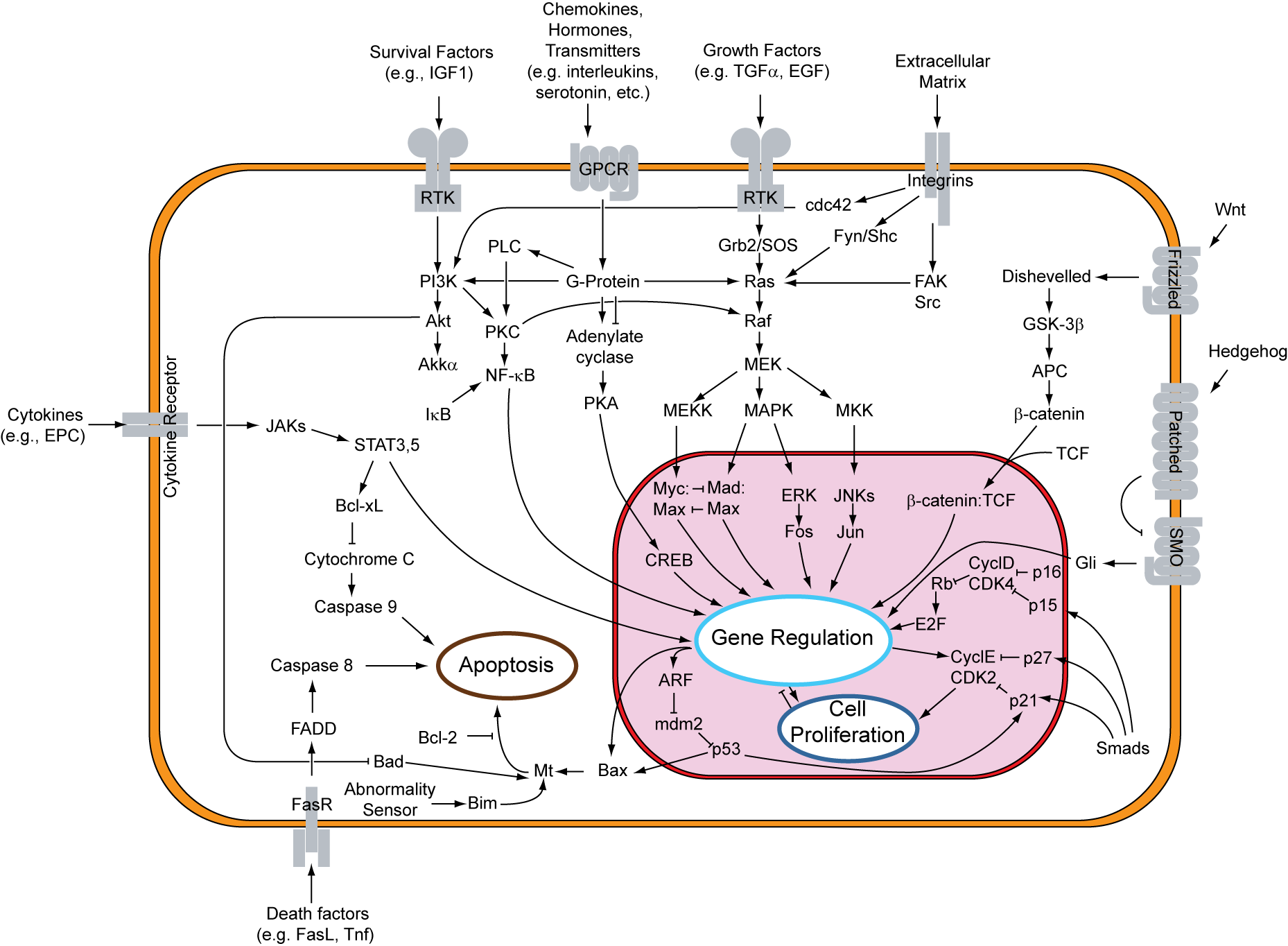
Частина клітинного циклу

Створення клітинної моделі було особливо складним завданням системної та математичної біологій. Це включає в себе використання комп'ютерного моделювання багатьох клітинних підсистем, таких як мережа метаболітів і ферментів, які містять обмін речовин, сигнальних шляхів і генних регуляторних мереж як аналізу, так і візуалізації складних з'єднань цих клітинних процесів .
Комплексна мережа біохімічних процесів реакцій транспортування та їх просторової організації складає розвиток прогностичної моделі живої клітини — грандіозний виклик 21 -му століттю.
У 2006 році Національний науковий фонд (англ. NSF) кинув грандіозний виклик системній біології в 21 століття — побудова математичної моделі всієї клітини. Проєкт E -Cell спрямований на те, «щоб зробити можливим точне моделювання клітин на молекулярному рівні» CytoSolve — розроблена В. А. Шива Аяйдурай і С. Форбс Дьюї –мл., Департаменту біологічної інженерії в Массачусетському технологічному інституті — запропоновано спосіб моделювання всієї клітини, динамічно інтегруючи кілька моделей молекулярних шляхів.
Обчислювальна модель цілої клітини для бактерії Mycoplasma genitalium, включає всі її 525 генів, генних продуктів і їх взаємодії, була побудована вченими з Стенфордського університету та інституту Дж. Крейга Вентера і опублікована 20 липня 2012 року в журналі «Клітина».
Динамічна комп'ютерна модель внутрішньоклітинної сигналізації послужила основою для Merrimack Pharmaceuticals, що дозволило визначити ціль для їхньої ракової медицини ММ -111.
Завданням мембранного обчислення є моделювання спеціальної клітинної мембрани.

### Моделювання багатоклітинних організмів

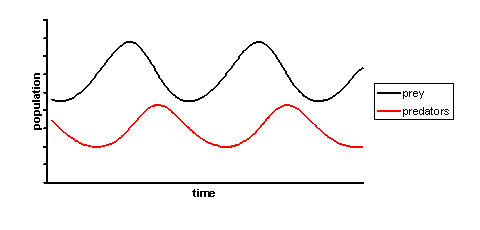
Зразок часових рядів моделі Лотки-Вольтерра. Зверніть увагу, що дві популяції демонструють циклічну поведінку

Моделювання з відкритим вихідним кодом C. Елеганс на клітинному рівні вивчається спільнотою OpenWorm. Досі побудова фізичного двигуна Gepetto та моделі нейронного зв'язку і м'язових клітин були створені у форматі NeuroML.

### Білкова структура
Структура білка передбачає тривимірну структуру білка з його амінокислотної послідовності, тобто — третинну структуру білка за його первинної структури . Це одна з найважливіших цілей, переслідуваних біоінформатикою та теоретичною хімією. Передбачення структури білка має велике значення в медицині (наприклад, у розробці лікарських препаратів) і біотехнології (наприклад, в конструкції нових ферментів). Кожні два роки продуктивність сучасних методів оцінюється в експерименті CASP .

### Біологічні системи людини
Мозкова модель
Проєкт «Блакитного Гена» є спробою створити синтетичний мозок за допомогою реверсивної інженерії мозку ссавців аж до молекулярного рівня. Мета проєкту, заснованого у травні 2005 року у Політехнічній школі Інституту мозку в Лозанні, Швейцарія є вивчення архітектурних і функціональних принципів мозку. Проєкт очолює директор Інституту, Генрі Маркрам. Використання нейронного програмного забезпечення Майкла Хайнса на суперкомп'ютері Блакитного Гена відрізняється тим, що моделювання складається не просто зі штучної нейронної мережі, але й частково включає в себе біологічно реалістичну модель нейронів. Його прихильники сподіваються, що в кінцевому підсумку вона проллє світло на природу свідомості. Є ряд підпроєктів, в тому числі «Cajal Blue Brain», який координується з одного боку Суперкомпютером і Центром Візуалізації Мадрида з іншого (CeSViMa), та інші керовані університетами і незалежними лабораторіями у Великій Британії, США та Ізраїлю. Проєкт «Людський мозок» ґрунтується на проєкті «Блакитного мозку». Це один з шести основних проєктів у Технологічній Дослідницькій Програмі Розвитку Майбутньої Інженерії Європейської комісії, що конкурують за фінансування у мільярд євро.
Модель імунної системи
В останнє десятиліття ми стали свідками появи все більшого числа симуляцій імунної системи.
Віртуальна печінка
Проєкт «Віртуальна печінка» — це дослідницька програма вартістю 43 млн євро заснована урядом Німеччини, що складається з сімдесяти дослідницьких груп розподілених по всій Німеччині. Мета полягає в створенні віртуальної печінки, динамічної математичної моделі, яка відтворює фізіологію печінки людини, морфологію та її функції.
Модель дерева
Електронні дерева (e-trees) зазвичай користуються L -системою для моделювання росту. L — системи дуже важливі в галузі складної науки і A-життя. Загальновизнаної системи для опису змін у морфології рослин на клітинному або модульному рівні досі не винайшли. Найбільш широко описані алгоритми генерації дерев в статтях «Створення та Представлення Реалістичного Дерева» і «Дерево в режимі реального часу».
Екологічні моделі
Екологічні моделі — це математичне уявлення екосистем. Як правило, вони націлені на спрощення складних поживних ланцюгів до їх основних компонентів або трофічних рівнів та визначення їх як кількість організмів, біомаси або запасів концентрації відповідного хімічного елемента (наприклад, вуглецю, азоту або фосфору) .
Моделі в екотоксикології
Метою моделей в екотоксикології є розуміння, моделювання та прогнозування ефектів, викликаних токсикантами у навколишньому середовищі. Більшість сучасних моделей описують вплив на один з багатьох різних рівнів біологічної організації (наприклад, організм або популяцію). Завдання полягає в розробці моделей, які здатні передбачити наслідки у біологічних масштабах. «Екотоксикологія та моделі» розглядає деякі типи екотоксикологічних моделей і надає посилання на багато інших.
Моделювання інфекційного захворювання
Можна моделювати прогрес більшості інфекційних захворювань, математично виявити ймовірні наслідки епідемії або допомогти управляти ними за допомогою вакцинації. Ця область намагається знайти параметри для різних інфекційних захворювань і використовувати ці параметри, щоб зробити корисні розрахунки впливу програми масової вакцинації.

## Моделювання хімічних рекцій
У жовтні 2017 з'явився фреймворк OpenFermion Cirq , перша платформа з відкритим кодом для перекладу проблем хімії та матеріалознавства в квантові схеми. OpenFermion - це бібліотека для моделювання систем взаємодіючих електронів (ферміонів), що породжують властивості речовини . До OpenFermion розробникам квантових алгоритмів потрібно було вивчити значну кількість хімії та написати велику кількість коду, щоб зламати інші коди, щоб скласти навіть найосновніші квантові симуляції.